# Elizabeth Allan
Elizabeth Allan (nacida en 1947), conocida también como Elizabeth Allan-Shetter o Elizabeth Allan Reid, es una esquiadora acuática estadounidense, tres veces campeona del mundo. En 1972, en los Juegos Olímpicos de Múnich, en los que el esquí acuático fue deporte de exhibición, logró la medalla de oro.